# Miuccia Prada
Miuccia Bianchi, más conocida como Miuccia Prada, es una empresaria y diseñadora de moda italiana. Diseña para las casas de moda Prada y Miu Miu. Miuccia Prada reside en Corso di Porta Romana, Milán, una de las zonas más elegantes e históricas para la nobleza de la ciudad de Milán.

## Biografía
Nació el 10 de mayo de 1949 en Milán. Obtuvo un doctorado en ciencias políticas. A la par de sus estudios, actuaba como mimo en el teatro Piccolo de Milán, era miembro de un partido comunista, y defensora de los derechos de la mujer a principios de los 70.
Es la nieta más joven de Mario Prada, fundador de la casa Prada. Después de la muerte de Mario Prada, su hija, la madre de Miuccia, tomó las riendas de la empresa hasta 1978, año en el que Miuccia Prada se pone al frente de la firma. En 1985, Miuccia comenzó a introducir novedades en la firma y es en 1989, cuando presentó su primera colección de moda.
En 1989 se casó con Patrizio Bertelli. De acuerdo al artículo Forbes.com's The World's Richest People 2001, ella y su esposo Patrizio Bertelli, consiguieron posicionar la firma en lo más alto, consiguiendo hacer crecer la empresa hasta unos 2.7 billones de dólares en 2010 según Forbes.
Desde entonces, la han convertido en una «peso pesado» en la industria de la moda, tras adquirir las casas de Jil Sander, Helmut Lang y la zapatera Church & Co.
En 1993 funda Miu Miu, firma hermana de Prada. Miuccia no considera esta firma como una línea secundaria a Prada, sino que la plantea entendiendo que ambas firmas se complementan y crean entre ellas una gran sinergia.
A lo largo de su carrera, Miuccia Prada ha ganado numerosos premios por su visión original, innovación y contribución a la moda internacional.
En 2000 recibió el Doctorado Honorario del Royal College of Art de Londres y el Premio Honorífico del New Museum of Contemporary Art de Nueva York. En 2005, la revista Time la eligió entre las 100 personas más influyentes del mundo, por haber “provocado e influenciado a colegas a lo largo de los años con su sensibilidad excéntrica y extremadamente personal”.
En 2006, Miuccia Prada fue nombrada Officier dans l'Ordre des Arts et des Lettres por el Ministerio de Cultura francés. En el mismo año, la revista Time la incluyó junto a Patrizio Bertelli entre las 100 parejas más influyentes del mundo. En 2008, el New York Times Magazine dedicó la portada del número del 23 de marzo a Miuccia Prada.
En 2012, el Museo Metropolitano de Arte de Nueva York decide dedicar su exposición anual a ella junto a la diseñadora italiana Elsa Schiaparelli.
En 2018 recibió el premio Outstanding Achievement Award de los Fashion Awards 2018 que otorga el British Fashion Council (BFC).

## La firma Prada
Considerada como una diseñadora vanguardista, su estilo se describe como postmoderno. Uno de los hitos más importante de su carrera es la introducción del "Ugly Chic" en la moda. Con esto intenta entender qué significa la belleza en los tiempos modernos y a la introducción del "Ugly appeal" en la moda.
En 1985, bajo el pensamiento del "Ugly Chic" introduce el nylon en los bolsos de la firma como tejido para definir su visión del lujo.
La colección de verano de 1996 es otro ejemplo de este pensamiento en el que, por medio de estampados pertenecientes a los textiles del hogar de la década de 50, Miuccia, intenta desarrollar un ejercicio donde eleva lo ordinario a moda o a "High fashion".

## Vida privada
Tiene un hijo, Lorenzo Bertelli, que es piloto de rally y que ha competido en el Campeonato mundial de rally.

Distinciones
- Caballero gran cruz de la Orden al Mérito de la República Italiana ( Italia, 21 de diciembre de 2015).[6]